# Новосёлки (сельское поселение Шеметовское)
Новосёлки — хутор, бывшая деревня[уточнить] в Сергиево-Посадском районе Московской области, в составе муниципального образования Сельское поселение Шеметовское (до 29 ноября 2006 года входила в состав Шабурновского сельского округа).

## Население
| 2002 | 2006 | 2010 |
| ---- | ---- | ---- |
| 5    | ↘4   | ↗7   |

## География
Новосёлки расположены примерно в 25 км (по шоссе) на северо-запад от Сергиева Посада, на левом берегу реки Вытравки (левый приток Дубны), у устья безымянного левого притока, высота центра деревни над уровнем моря — 201 м.